# Podocarpus novae-caledoniae
Podocarpus novae-caledoniae é uma espécie de conífera da família Podocarpaceae.
Apenas pode ser encontrada na Nova Caledónia.